# Laguna Palo Gordo
Laguna Palo Gordo är en sjö i Guatemala.   Den ligger i departementet Departamento de Retalhuleu, i den sydvästra delen av landet, 140 km väster om huvudstaden Guatemala City. Laguna Palo Gordo ligger 6 meter över havet.